# Fanninia
Fanninia là chi thực vật có hoa trong họ Apocynaceae.